# Xã Eureka, Quận Valley, Nebraska
Xã Eureka (tiếng Anh: Eureka Township) là một xã thuộc quận Valley, tiểu bang Nebraska, Hoa Kỳ. Năm 2010, dân số của xã này là 61 người.